# 中国人民银行货币政策委员会
中国人民银行货币政策委员会，是中国人民银行制定货币政策的咨询议事机构。

## 沿革
1995年3月18日第八届全国人民代表大会第三次会议通过《中华人民共和国中国人民银行法》，同日中华人民共和国主席令第四十六号公布，自公布之日起施行。该法第十一条规定：“中国人民银行设立货币政策委员会。货币政策委员会的职责、组成和工作程序，由国务院规定，报全国人民代表大会常务委员会备案。”该法根据2003年12月27日第十届全国人民代表大会常务委员会第六次会议《关于修改〈中华人民共和国中国人民银行法〉的决定》修正，该决定由2003年12月27日中华人民共和国主席令第十二号主席令发布，修改后的《中华人民共和国中国人民银行法》自2004年2月1日起施行。修改后的该法第十二条规定：“中国人民银行设立货币政策委员会。货币政策委员会的职责、组成和工作程序，由国务院规定，报全国人民代表大会常务委员会备案。”“中国人民银行货币政策委员会应当在国家宏观调控、货币政策制定和调整中，发挥重要作用。”
1997年4月15日中华人民共和国国务院令第215号发布《中国人民银行货币政策委员会条例》，自发布之日起施行。
根据《中华人民共和国中国人民银行法》和《中国人民银行货币政策委员会条例》，经国务院批准，中国人民银行货币政策委员会于1997年7月成立。

## 职责
《中国人民银行货币政策委员会条例》第二条规定：“货币政策委员会是中国人民银行制定货币政策的咨询议事机构。”第三条规定：“货币政策委员会的职责是，在综合分析宏观经济形势的基础上，依据国家的宏观经济调控目标，讨论下列货币政策事项，并提出建议：
- （一）货币政策的制定、调整；
- （二）一定时期内的货币政策控制目标；
- （三）货币政策工具的运用；
- （四）有关货币政策的重要措施；
- （五）货币政策与其他宏观经济政策的协调[2]。

## 组成人员
《中国人民银行货币政策委员会条例》第五条规定，“货币政策委员会由下列单位的人员组成：
- 中国人民银行行长；中国人民银行副行长二人；
- 国家计划委员会副主任一人；
- 国家经济贸易委员会副主任一人；
- 财政部副部长一人；
- 国家外汇管理局局长；
- 中国证券监督管理委员会主席；
- 国有独资商业银行行长二人；
- 金融专家一人。
- 货币政策委员会组成单位的调整，由国务院决定。”[2]

第六条规定，“中国人民银行行长、国家外汇管理局局长、中国证券监督管理委员会主席为货币政策委员会的当然委员。”“货币政策委员会其他委员人选，由中国人民银行提名或者中国人民银行商有关部门提名，报请国务院任命。”
第七条规定，“货币政策委员会设主席一人，副主席一人。主席由中国人民银行行长担任；副主席由主席指定。”
中国人民银行货币政策委员会历任组成人员是：

### 1997年7月13日
1997年7月13日《国务院办公厅关于中国人民银行货币政策委员会组成人员的通知》（国办发〔1997〕23号）确定的组成人员是：
主席
- 戴相龙（中国人民银行行长）

副主席
- 陈元（中国人民银行副行长）

委员
- 尚福林（中国人民银行副行长）
- 王春正（国家计划委员会副主任）
- 陈清泰（国家经济贸易委员会副主任）
- 谢旭人（财政部副部长）
- 周小川（中国人民银行副行长兼国家外汇管理局局长）
- 陈耀先（中国证券监督管理委员会副主席）
- 刘廷焕（中国工商银行行长）
- 史纪良（中国农业银行行长）
- 黄达（中国金融学会会长、中国人民大学教授）[4]

### 1998年6月19日调整
1998年6月19日《国务院办公厅关于调整中国人民银行货币政策委员会组成人员的通知》（国办发〔1998〕65号）调整后的组成人员是：
主席
- 戴相龙（中国人民银行行长）

副主席
- 刘明康（中国人民银行副行长）

委员
- 王春正（国家发展计划委员会副主任）
- 张志刚（国家经济贸易委员会副主任）
- 张佑才（财政部副部长）
- 尚福林（中国人民银行副行长）
- 吴晓灵（兼国家外汇管理局局长）
- 陈耀先（中国证券监督管理委员会副主席）
- 刘廷焕（中国工商银行行长）
- 何林祥（中国农业银行行长）
- 黄达（中国金融学会会长、中国人民大学教授）[5]

### 1998年后调整
副主席
- 刘明康（2000年1月30日免职）[6]

委员
- 刘廷焕（2000年1月30日免职）[6]
- 何林祥（2000年1月30日免职）[6]
- 黄达（2000年1月30日免职）[6]
- 王雪冰（2000年1月30日任命）[6]
- 周小川（2000年1月30日任命）[6]
- 吴敬琏（2000年1月30日任命）[6]

### 2000年3月23日调整
2000年3月23日《国务院办公厅关于调整中国人民银行货币政策委员会组成人员的通知》（国办发〔2000〕28号）调整后的组成人员是：
主席
- 戴相龙（中国人民银行行长）

副主席
- 刘廷焕（中国人民银行副行长）

委员
- 肖钢（中国人民银行副行长）
- 王春正（国家发展计划委员会副主任）
- 张志刚（国家经济贸易委员会副主任）
- 金立群（财政部副部长）
- 李福祥（国家外汇管理局局长）
- 周小川（中国证券监督管理委员会主席）
- 马永伟（中国保险监督管理委员会主席）
- 刘明康（中国银行行长）
- 王雪冰（中国建设银行行长）
- 吴敬琏（国务院发展研究中心研究员、全国政协财经委员会副主任）[7]

### 2000年后调整
主席
- 周小川（2003年1月20日任命）[8]
- 戴相龙（2003年1月20日免职）[8]

委员
- 朱之鑫（2001年3月9日任命，国家统计局局长）[9]
- 吴晓灵（2001年7月5日免职）[10]
- 郭树清（2001年7月5日任命，2007年3月21日免职）[10][11]
- 刘明康（2002年4月15日免职）[12]
- 张恩照（2002年4月15日免职）[12]
- 吴敬琏（2002年4月15日免职）[12]
- 姜建清（2002年4月15日任命）[12]
- 尚福林（2002年4月15日任命）[12]
- 李扬（2002年4月15日任命，2004年7月23日免职）[12][13]
- 吴定富（2002年12月23日任命）[14]
- 马永伟（2002年12月23日免职）[14]

### 2003年调整后
主席
- 周小川（中国人民银行行长）

委员
- 尤权（国务院副秘书长）
- 朱之鑫（国家发展和改革委员会副主任）
- 金立群（财政部副部长）
- 吴晓灵（中国人民银行副行长）
- 李若谷（中国人民银行副行长）
- 李德水（国家统计局局长）
- 郭树清（国家外汇管理局局长）
- 刘明康（中国银行业监督管理委员会主席）
- 尚福林（中国证券监督管理委员会主席）
- 吴定富（中国保险监督管理委员会主席）
- 肖钢（中国银行业协会会长、中国银行行长）
- 李扬（中国社会科学院金融研究所所长）[15]

### 2003年后调整
委员
- 李勇（2003年10月30日任命）[16]
- 金立群（2003年10月30日免职）[16]
- 余永定（2004年7月23日任命，2006年8月6日免职）[13][17]
- 胡晓炼（2005年6月1日任命）[18]
- 肖钢（2005年6月1日免职）[18]
- 苏宁（2005年9月14日任命，2010年9月14日免职）[19][20]
- 李若谷（2005年9月14日免职）[19]
- 邱晓华（2006年4月17日任命，2006年10月26日免职）[21][22]
- 李德水（2006年4月17日免职）[22]
- 樊纲（2006年8月6日任命，2010年3月29日免职）[17][23]
- 谢伏瞻（2006年10月26日任命）[21]
- 张平（2007年3月21日任命）[11]
- 蒋超良（2007年3月21日任命，2010年9月14日免职）[11][20]
- 尤权（2007年3月21日免职）[11]
- 周其仁（2010年3月29日任命，2012年3月11日免职）[23][24]
- 夏斌（2010年3月29日任命，2012年3月11日免职）[23][24]
- 李稻葵（2010年3月29日任命，2012年3月11日免职）[23][24]
- 杜金富（2010年9月14日任命）[20]
- 姜建清（2010年9月14日任命）[20]
- 钱颖一（2012年3月11日任命）[24]
- 陈雨露（2012年3月11日任命）[24]
- 宋国青（2012年3月11日任命）[24]

### 2015年6月8日调整
2015年6月8日《国务院办公厅关于调整中国人民银行货币政策委员会组成人员的通知》（国办函〔2015〕45号）调整后的组成人员是：
主席
- 周小川（人民银行行长）

委员
- 肖捷（国务院副秘书长）
- 连维良（发展改革委副主任）
- 史耀斌（财政部副部长）
- 易纲（人民银行副行长、外汇局局长）
- 潘功胜（人民银行副行长）
- 张晓慧（人民银行行长助理）
- 王保安（统计局局长）
- 尚福林（银监会主席）
- 肖钢（证监会主席）
- 项俊波（保监会主席）
- 田国立（中国银行业协会会长）
- 樊纲（中国经济体制改革研究会副会长、教授）
- 黄益平（北京大学国家发展研究院副院长、教授）
- 白重恩（清华大学经济管理学院副院长、教授）[25]

### 2015年后调整
委员
- 刘士余（2016年3月21日任命）[26]
- 宁吉喆（2016年3月21日任命）[26]
- 丁学东（2017年3月16日任命）[27]
- 郭树清（2017年3月16日任命）[27]
- 肖捷（2017年3月16日免职）[27]
- 尚福林（2017年3月16日免职）[27]

### 2018年6月13日调整
2018年6月13日《国务院办公厅关于调整中国人民银行货币政策委员会组成人员的通知》（国办函〔2018〕37号）调整后的组成人员是：
主席
- 易纲（人民银行行长）

委员
- 丁学东（国务院副秘书长）
- 连维良（发展改革委副主任）
- 刘伟（财政部副部长）
- 陈雨露（人民银行副行长）
- 刘国强（人民银行行长助理）
- 宁吉喆（统计局局长）
- 郭树清（银保监会主席）
- 刘士余（证监会主席）
- 潘功胜（外汇局局长）
- 田国立（中国银行业协会会长）
- 刘世锦（中国发展研究基金会副理事长）
- 刘伟（中国人民大学校长）
- 马骏（清华大学金融与发展研究中心主任）[28]

### 2018年后调整
委员
- 易会满（2019年4月3日任命）[29]
- 刘士余（2019年4月3日免职）[29]
- 邹加怡（2019年6月19日任命，2022年3月26日免职）[30][31]
- 刘伟（2019年6月19日免职）[30]
- 蔡昉（2021年3月16日任命）[32]
- 王一鸣（2021年3月16日任命）[32]
- 刘伟（2021年3月16日免职）[32]
- 马骏（2021年3月16日免职）[32]
- 余蔚平（2022年3月26日任命，2022年6月16日免职）[31][33]
- 康义（2022年3月26日任命）[31]
- 宁吉喆（2022年3月26日免职）[31]
- 许宏才（2022年6月16日任命）[33]
- 陈雨露（2022年9月20日免职）[34]
- 张青松（2022年9月20日任命）[34]

### 2024年3月19日调整
易会满、刘世锦、蔡昉、刘国强退出，吴清、宣昌能、黄益平、黄海洲加入。目前货币政策委员会共有14名组成人员。
主席
潘功胜，中国人民银行行长
另有13名委员分别是
- 徐守本，中国国务院副秘书长
- 李春临，中国发改委副主任
- 廖岷，中国财政部副部长
- 张青松，中国人民银行副行长
- 宣昌能，中国人民银行副行长
- 李云泽，中国金融监管总局局长
- 吴清，中国证监会主席
- 康义，中国统计局局长
- 朱鹤新，中国人民银行副行长
- 田国立，中国建设银行董事长
- 王一鸣，中国国际经济交流中心副理事长
- 黄益平
- 黄海洲[35]